# Yvrac-et-Malleyrand
Yvrac-et-Malleyrand település Franciaországban, Charente megyében. Lakosainak száma 562 fő (2022. január 1.). Yvrac-et-Malleyrand Marillac-le-Franc, Mazerolles, Orgedeuil, Saint-Adjutory, Saint-Sornin és Taponnat-Fleurignac községekkel határos.

## Népesség
A település népessége az elmúlt években az alábbi módon változott:
| Lakosok száma | 481  | 403  | 432  | 515  | 523  | 532  | 547  | 557  | 559  | 562  |
|               | 1968 | 1982 | 1990 | 2006 | 2013 | 2015 | 2017 | 2019 | 2020 | 2022 |